# Montroy
|  | Aquest article tracta sobre el municipi francès. Si cerqueu el municipi del País Valencià, vegeu «Montroi». |

Montroy és un municipi francès al departament de la Charanta Marítima i a la regió de Nova Aquitània. L'any 2007 tenia 641 habitants.

## Demografia

### Població
El 2007 la població de fet de Montroy era de 641 persones. Hi havia 219 famílies de les quals 39 eren unipersonals (12 homes vivint sols i 27 dones vivint soles), 82 parelles sense fills, 94 parelles amb fills i 4 famílies monoparentals amb fills.
La població ha evolucionat segons el següent gràfic:

### Habitatges
El 2007 hi havia 250 habitatges, 237 eren l'habitatge principal de la família, 7 eren segones residències i 7 estaven desocupats. 249 eren cases i 1 era un apartament. Dels 237 habitatges principals, 216 estaven ocupats pels seus propietaris, 19 estaven llogats i ocupats pels llogaters i 3 estaven cedits a títol gratuït; 7 tenien dues cambres, 16 en tenien tres, 81 en tenien quatre i 133 en tenien cinc o més. 201 habitatges disposaven pel capbaix d'una plaça de pàrquing. A 74 habitatges hi havia un automòbil i a 156 n'hi havia dos o més.

### Piràmide de població
La piràmide de població per edats i sexe el 2009 era:
| Homes | Edats   | Dones |
| ----- | ------- | ----- |
| 0     | 95 o +  | 0     |
| 0     | 90 a 94 | 0     |
| 4     | 85 a 89 | 0     |
| 4     | 80 a 84 | 0     |
| 4     | 75 a 79 | 12    |
| 0     | 70 a 74 | 4     |
| 20    | 65 a 69 | 4     |
| 4     | 60 a 64 | 4     |
| 12    | 55 a 59 | 16    |
| 28    | 50 a 54 | 32    |
| 32    | 45 a 49 | 28    |
| 28    | 40 a 44 | 28    |
| 12    | 35 a 39 | 12    |
| 20    | 30 a 34 | 28    |
| 20    | 25 a 29 | 8     |
| 16    | 20 a 24 | 16    |
| 28    | 15 a 19 | 16    |
| 20    | 10 a 14 | 20    |
| 16    | 5 a 9   | 24    |
| 16    | 0 a 4   | 16    |

## Economia
El 2007 la població en edat de treballar era de 436 persones, 346 eren actives i 90 eren inactives. De les 346 persones actives 319 estaven ocupades (161 homes i 158 dones) i 28 estaven aturades (14 homes i 14 dones). De les 90 persones inactives 39 estaven jubilades, 33 estaven estudiant i 18 estaven classificades com a «altres inactius».

### Ingressos
El 2009 a Montroy hi havia 243 unitats fiscals que integraven 663,5 persones, la mediana anual d'ingressos fiscals per persona era de 20.043 €.

### Activitats econòmiques
Dels 23 establiments que hi havia el 2007, 1 era d'una empresa de fabricació de material elèctric, 3 d'empreses de fabricació d'altres productes industrials, 12 d'empreses de construcció, 1 d'una empresa de comerç i reparació d'automòbils, 1 d'una empresa de transport, 1 d'una empresa d'hostatgeria i restauració, 1 d'una empresa d'informació i comunicació, 1 d'una empresa financera i 2 d'empreses de serveis.
Dels 9 establiments de servei als particulars que hi havia el 2009, 2 eren paletes, 2 guixaires pintors, 2 fusteries, 1 lampisteria i 2 electricistes.
L'any 2000 a Montroy hi havia 10 explotacions agrícoles que ocupaven un total de 516 hectàrees.

## Equipaments sanitaris i escolars
El 2009 hi havia una escola maternal integrada dins d'un grup escolar amb les comunes properes formant una escola dispersa.

## Poblacions properes
El següent diagrama mostra les poblacions més properes.